# Ахтала
Ахтала́ (арм. Ախթալա) — город в Лорийской области Армении.
Мэром города является Айказ Хачикян.

## География
Расположен в ущелье на левом берегу реки Дебед у подножья горы Лалвар; в 10 км к северо-востоку от Алаверди. В окрестностях имеются леса. Расстояние до Еревана — 185 км.
Железнодорожная станция на ветке Гюмри—Тбилиси. Узкоколейная железная дорога Ахтала — Шамлуг.

## История
В 1939 году на месте нынешнего города был образован одноимённый поселок. В 1970-м году его население составило 4430 человек.

## Экономика
Близ одного из соседних сёл — Техут расположено крупное медно-молибденовое месторождение — Техутское. Запасы медно-молибденовой руды на месторождении составляют около 450 млн тонн. В данный момент месторождение в стадии разработки.

## Достопримечательности

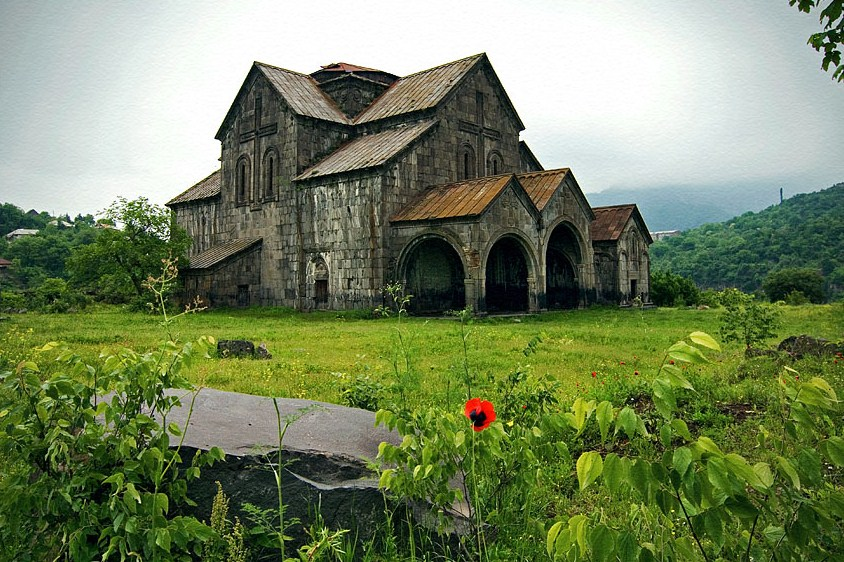
Монастырь Ахтала

Близ Ахталы на высоком уступе горы над медными рудниками расположен армянский монастырь Ахтала
, основанный в X веке как одна из оборонительных крепостей правителей Ташир-Дзорагетского царства Кюрикидов. До XIV века был известен как Пхиндза-ханк (медный рудник).
Известно, что до 1188 года монастырь был миафизитским и принадлежал Армянской Древневосточной православной церкви, после перехода Иванэ Закарян (Мхаргрдзели) (после 1205 года; погребен в монастыре) в Православие византийского толка («грузинскую», или «греческую веру»), покровителя монастыря, выдающегося политика времени правления царицы Грузии Тамары, стал халкидонитским (то есть не миафизитским, а признающим решения Халкидонского собора 451 года). В комплекс монастыря входят главный храм, небольшая базилика св. Василия Великого и резиденция настоятеля (сейчас в руинах); близ монастыря — 4 небольшие церкви (Троицы, Апостолов, Григория Богослова, Иоанн Златоуста,— все XIII века). Главный храм с портиком западного входа с каждой стороны имеет традиционный грузинский орнамент: большой крест с узкими окнами у основания; в декоре присутствуют также элементы армянского орнамента.
С 1438 года монастырь принадлежал Грузинской православной церкви, в начале XVIII века процветал, епископ Ахталы пребывал в Атени. В 1801 году при российском императоре Александре I был передан грекам, живущим в Закавказье. Фрески главного храма Ахталы написаны, скорее всего, между 1205 и 1216 гг. В конхе представлена сидящая на троне Богоматерь с Младенцем, ниже идет пояс с Евхаристией, ещё ниже написаны в два ряда фигуры святителей (Григорий Назианзин, Папа Римский Сильвестр, Кирилл Александрийский, Папа Римский Климент, Амвросий Медиоланский, Иоанн Златоуст, Григорий Просветитель и др.), на северной и южной стенах храма и на восточной стене трансепта — сцены из жизни Богоматери и Христа, мученики, святые (среди них — Бенедикт Нурсийский; несколько грузинских святых, в том числе Святая Нина — крестительница Грузии); в помещении на юго-западной стороне храма — истории Иоанна Крестителя и пророка Илии, на западной стене — Страшный Суд. Фрески Ахталы входят в круг византийского искусства комниновского периода, в них слились как традиции византийского, так и грузинского и армянского искусства (возможно, здесь работали, 3 мастера: грузин, грек, армянин-халкедонит). Рисунок отличается точностью и изяществом, лики — благородством типов, одухотворенной энергией, эффектен контраст между белыми одеждами и интенсивными синими фонами.

## Население
| 1897 | 1926 | 1939 | 1970  | 2001  | 2004  | 2015  |
| ---- | ---- | ---- | ----- | ----- | ----- | ----- |
| 69   | ↗140 | ↗398 | ↗4430 | ↘2435 | ↘2400 | ↘2100 |